# Gaëtan de Bourbon-Siciles (1917-1984)
Ne doit pas être confondu avec Gaëtan de Bourbon-Siciles ou Gaëtan de Bourbon-Parme.
Gaëtan de Bourbon-Siciles, né le 16 avril 1917 à Cannes en France et mort le 27 décembre 1984 à Harare au (Zimbabwe), est un membre de la maison de Bourbon-Siciles.

## Biographie
Gaëtan est le fils unique du prince Philippe de Bourbon-Siciles et de Marie-Louise d'Orléans, divorcés en 1925.
Naturalisé britannique le 24 février 1939, il renonce à ses droits de succession le 16 avril suivant. Il est ingénieur en aéronautique dans la Royal Navy.
Il épouse le 16 février 1946 à Londres Olivia Yarrow (1917-1987), fille de Charles-Arthur Yarrow, lieutenant-commandant de la Royal Navy et de Gladys Winifred Foulkes. Ils ont deux fils : 1) Adrian, né en 1948 et 2) Gregory, né en 1950.

## Titulature
- 16 avril 1917 - 16 avril 1939 : Son Altesse royale le prince Gaëtan de Bourbon, prince des Deux-Siciles.

## Biographie
- Nicolas Enache, La descendance de Marie-Thérèse de Habsburg, Paris, Éditions L'intermédiaire des chercheurs et curieux, 1999, 795 p. (ISBN 978-2908003048).